# Сборная Папуа — Новой Гвинеи по регби
Сборная Папуа — Новой Гвинеи по регби (англ. Papua New Guinea national rugby union team) представляет страну в международных соревнованиях по регби-15 высшего уровня. Команда, известная под прозвищем the Pukpuks («крокодилы» в переводе с ток-писин), выступает на международной арене с 1966 года. Коллектив ни разу не становился участником финальной части чемпионата мира. По состоянию на 9 сентября 2019 года сборная занимает 84-е место в мировом рейтинге IRB.

## История
Сборная встречается с зарубежными соперниками с 60-х годов XX века. В 1966 году состоялся матч между папуанскими регбистами и спортсменами Новых Гебрид, ныне известных как Вануату. «Крокодилы» обыграли соперника со счётом 47:3. В том же году были проведены встречи с командами Новой Каледонии и Уоллиса и Футуны. В 1969 году был проведён ещё ряд встреч. Сборная выступала против таких команд, как Фиджи, Соломоновы острова и Новая Каледония. Одержав победу над последними двумя, папуасы уступили Фиджи.
В 1999 году сборная приняла участие в квалификационном турнире к чемпионату мира. В первом раунде состязания команда обыграла Таити, но уступила островам Кука и заняла второе место в группе.
Следующий отборочный цикл стал более успешным. Команда выиграла у Соломоновых островов и Вануату, что позволило коллективу выйти в третий раунд — там регбисты взяли реванш у оппонентов с островов Кука. В финальном раунде, впрочем, папуасы проиграли сильной тонганской сборной.
Отбор к кубку мира во Франции Папуа — Новая Гвинея вновь начала в первом раунде. Выиграв у Соломоновых островов и Вануату, а затем и островов Кука, сборная вышла в четвёртый раунд. Также в 2007 году «крокодилы» стали победителями первого кубка Регбийной федерации Океании. В финальном матче сборная выиграла у Ниуэ (46:19). На океанском Кубке наций 2009 года сборная выиграла у Вануату в полуфинале (86:12), а в решающем матче выиграла у представителей островов Кука (29:12).
В рамках отбора к чемпионату мира 2011 года Папуа — Новая Гвинея встретилась с Самоа и дважды уступила с разгромным счётом (7:115 на выезде и 12:73 дома). Гостевое поражение является крупнейшим в истории команды. Подобный результат не позволил сборной дебютировать на мировом кубке. Тогда же страна приняла очередной розыгрыш регионального кубка. Обыграв Вануату (78:3), Соломоновы острова (33:15) и Ниуэ (36:7), папуасы вновь стали чемпионами.

## Результаты
По состоянию на 8 апреля 2013 года.
| Соперник           | Матчи | Победы | Поражения | Ничьи | Доля побед |
| ------------------ | ----- | ------ | --------- | ----- | ---------- |
| Вануату            | 4     | 4      | 0         | 0     | 100 %      |
| Ниуэ               | 1     | 1      | 0         | 0     | 100 %      |
| Острова Кука       | 6     | 3      | 3         | 0     | 50 %       |
| Самоа              | 2     | 0      | 2         | 0     | 0 %        |
| Соломоновы острова | 2     | 2      | 0         | 0     | 100 %      |
| Таити              | 1     | 1      | 0         | 0     | 100 %      |
| Тонга              | 2     | 0      | 2         | 0     | 0 %        |
| Уоллис и Футуна    | 2     | 2      | 0         | 0     | 100 %      |
| Фиджи              | 3     | 0      | 3         | 0     | 0 %        |
| Всего              | 23    | 13     | 10        | 0     | 57 %       |